# Phyllonorycter gracilis
Phyllonorycter gracilis là một loài bướm đêm thuộc họ Gracillariidae. Loài này có ở vùng Viễn Đông Nga.